# Franklandia
Franklandia är ett släkte av tvåhjärtbladiga växter. Franklandia ingår i familjen Proteaceae.
Kladogram enligt Catalogue of Life:
| Franklandia | \| \| Franklandia fucifolia \| \| \| \| \| \| Franklandia triaristata \| \| \| \| |
|             | \| \| Franklandia fucifolia \| \| \| \| \| \| Franklandia triaristata \| \| \| \| |
|             | Franklandia fucifolia                                                             |
|             |                                                                                   |
|             | Franklandia triaristata                                                           |
|             |                                                                                   |